# F1 – A film
Az F1 – A film (eredeti cím: F1 the Movie) 2025-ben bemutatott amerikai filmdráma, amelyet Joseph Kosinski rendezett. A főbb szerepekben Brad Pitt, Damson Idris, Kerry Condon, Tobias Menzies és Javier Bardem látható.
Az Amerikai Egyesült Államokban 2025. június 27-én, Magyarországon 2025. június 26-án mutatták be.

## Cselekmény
Sonny Hayes autóversenyzőt egykor a Formula–1 nagy tehetségének tartották, de 1993-ban egy súlyos baleset miatt be kellett fejeznie aktív pályafutását. Több sikertelen házasság és szerencsejáték-függőség után több mint 30 évvel később személyes csőddel kellett szembenéznie, alacsonyabb versenykategóriákban versenyzőként vállalt kötelezettségekkel kellett fenntartania magát. Amikor a Daytonai 24 órás autóverseny megnyerésére készült, megkereste egykori csapattársa, Ruben Cervantes, aki jelenleg az APXGP nevű Forma-1-es versenycsapat tulajdonosa. Csapata eddig még egyetlen pontot sem szerzett a világbajnokságban, ezért az egyik pilóta a szezon közepén távozott. Rubent is leváltják, ha az APXGP a szezon végéig egyetlen futamot sem nyer.
Ruben ajánlatot tesz Sonnynak, hogy a világbajnokság utolsó kilenc futamára ugorjon be versenyzőként, amit Sonny elfogad, mivel egy utolsó esélyt remél a dicsőségre. Az első tesztvezetés során Sonny összetöri az ismeretlen autót, de megdönti az ambiciózus újonc Joshua Pearce legjobb idejét, aki szintén az APXGP-vel áll szerződésben. Mindkét versenyző arrogánsnak és önteltnek tartja a másikat, ezért hamarosan csapaton belüli rivalizálás alakul ki közöttük. Amikor Sonny a csapatfőnök Kaspar Smolinski utasítása ellenére megakadályozza, hogy a gyorsabb Joshua megelőzze őt az első nagydíján Silverstone-ban, baleset történik, aminek során mindkét versenyző kiesik a versenyből.
A Hungaroringen rendezett második futamon Sonny úgy döntött, feláldozza a saját jó teljesítményét, hogy Joshua helyette a pontszerző helyen végezzen. Kisebb balesetek miatt többször is kiváltotta a biztonsági autót, ami miatt a többi versenyző a box felé vette az irányt, míg Joshua a pályán maradt, és végül a tizedik helyen fejezte be a versenyt. Monzában Sonny hasonló stratégiát követett, szándékosan lelassította az őt követő autókat a vizes versenyen, és a lekörözéskor akadályozta az elöl haladó versenyzőket, így Joshua a második helyen találta magát. Egy Sonny által javasolt előzési manővert azonban nem hajt végre helyesen, hanem letér a pályáról és felborul. Joshuát Sonny kihúzza az égő autóból, de sérülései miatt három futamra pihenőre kényszerül, amely alatt Luca Cortez pilóta váltja.
Sonny-t a csapata arra biztatja, hogy a következő versenyeken ne alkalmazzon ócska trükköket, hanem tisztességesen küzdjön a pozícióiért. Kate McKennával, az APXGP technikai vezetőjével közösen fejleszti autóját, hogy a kanyarokban nagyobb sebességet tudjon elérni. Ez a technikai trükk Sonnynak több döntős helyezést is hoz az első 10-ben, ami hamarosan abszolút közönségkedvenccé teszi őt. Ez ismét felszítja a rivalizálást Joshuával, aki Sonnyt okolja a balesetéért, és Mexikóba visszatérve kilöki őt a pályán. Kate közbelépésére van szükség ahhoz, hogy a két versenyző kibéküljön, mielőtt Sonny és a technikai vezető felfedezik egymás iránti szerelmüket.
Az utolsó előtti Las Vegas-i futam megkezdése előtt azonban a csapaton belüli eufóriát megfékezi, amint az FIA tudomást szerez a Kate által az autókon módosított alkatrészekről, és azok szétszerelését követeli. Dühében Sonny súlyos balesetet okoz a pályán, és Ruben kirúgja a csapatból. Később felveszi vele a kapcsolatot az APXGP igazgatótanácsának tagja, Peter Banning, aki az új szezonra át akarja venni Rubentől a versenycsapatot, és Sonnyt is vezetői pozícióba akarja helyezni. Banning bevallja, hogy ő adott tippet az FIA-nak az alkatrészekről, hogy megakadályozza az APXGP versenyzőinek győzelmét és Ruben szerződésének meghosszabbítását. Sonny visszautasítja az ajánlatot, és inkább meggyőzi Rubent, hogy engedje indulni az utolsó versenyen. Joshuával együtt az első ötbe szorul Abu-Dzabiban, mielőtt balesetet történik George Russellel összeütközve, ami miatt piros zászlót intenek. Sonny azonban még így is a boxba tud menni az összetört autójával, ahol a verseny megszakítása alatt sikeresen megjavítják a járművét. Az újraindulás után Joshua és Sonny a friss gumiknak köszönhetően további helyeket szereznek, és csak Lewis Hamiltonnal kerülnek szembe. Sonny egy előzési manővert színlel, amit Hamiltonnak ki kell védenie, így Joshua megelőzheti őt. A vezetésért folytatott küzdelemben a két versenyző összeütközik, és Sonny váratlanul megnyeri a versenyt, amivel Ruben hároméves szerződést hosszabbít az APXGP-vel.
A versenyt követően Sonny és Kate kapcsolatot kezdenek. Toto Wolff felajánl Pearce-nek egy helyet, de Pearce visszautasítja, kijelentve, hogy boldog ott, ahol van. Sonny visszavonul a Forma-1-ből, de az autóversenyzés világában marad, és a SCORE Baja 1000 versenyen indul.

## Szereplők
| Szereplő             | Színész            | Magyar hang            | Leírás |
| -------------------- | ------------------ | ---------------------- | --- |
| Sonny Hayes          | Brad Pitt          | Stohl András           | Pilóta és egykori Formula–1-es versenyző a Team Lotus csapatánál, akit az APXGP F1-csapat toboroz, hogy csatlakozzon hozzájuk. |
| Joshua "Noah" Pearce | Damson Idris       | Kerek Dávid            | Forrófejű újonc, az APXGP csapatának tagja, Sonny csapattársa és egyben riválisa.                                              |
| Kate McKenna         | Kerry Condon       | Kovács Patrícia        | Az APXGP vezető technikusa. |
| Ruben Cervantes      | Javier Bardem      | Fekete Ernő            | Egykori Formula-1 versenyző, az APXGP tulajdonosa, Sonny barátja és régi csapattársa.                                          |
| Peter Banning        | Tobias Menzies     | Brasch Bence           | Az APXGP igazgatótanácsának tagja.                                                                                             |
| Kaspar Molinski      | Kim Bodnia         | Háda János             | Az APXGP csapatvezetője. |
| Chip Hart            | Shea Whigham       | Fehérvári Péter        | A Chip Hart Racing tulajdonosa.                                                                                                |
| Nickleby             | Will Merrick       | Dér Zsolt              | Hayes versenymérnöke az APXGP csapatnál.                                                                                       |
| Rico Fazio           | Joseph Balderrama  | Sipos Imre             | Pearce versenymérnöke az APXGP csapatnál.                                                                                      |
| Bernadette Pearce    | Sarah Niles        | Kocsis Judit           | Joshua édesanyja. |
| Cash                 | Samson Kayo        | Konfár Erik            | Joshua kuzinja és menedzsere.                                                                                                  |
| Dodge Dowda          | Abdul Salis        | Bede-Fazekas Szabolcs  | Az APXGP vezető szerelője. |
| Jodie                | Callie Cooke       | László Lili            | Az APXGP szerelője. |
| Max Verstappen       | Max Verstappen     | Hám Bertalan           | Négyszeres Formula–1-es világbajnok holland pilóta, aki a Red Bull Racing csapat versenyzője.                                  |
| Sergio Pérez         | Sergio Pérez       |                        | Mexikói pilóta, aki a Red Bull Racing csapat versenyzője.                                                                      |
| Charles Leclerc      | Charles Leclerc    |                        | Monacói pilóta, aki a Scuderia Ferrari csapat versenyzője.                                                                     |
| Carlos Sainz Jr.     | Carlos Sainz Jr.   |                        | Spanyol pilóta, aki a Scuderia Ferrari csapat versenyzője.                                                                     |
| Oliver Bearman       | Oliver Bearman     |                        | Brit pilóta, aki a Haas F1 Team csapat versenyzője.                                                                            |
| George Russell       | George Russell     |                        | Brit pilóta, aki a Mercedes AMG F1 csapat versenyzője.                                                                         |
| Lewis Hamilton       | Lewis Hamilton     |                        | Hétszeres Formula–1-es világbajnok brit pilóta, aki a Mercedes AMG F1 csapat versenyzője.                                      |
| Esteban Ocon         | Esteban Ocon       |                        | Francia pilóta, aki az Alpine F1 Team csapat versenyzője.                                                                      |
| Pierre Gasly         | Pierre Gasly       |                        | Francia pilóta, aki az Alpine F1 Team csapat versenyzője.                                                                      |
| Jack Doohan          | Jack Doohan        |                        | Ausztrál pilóta, aki az Alpine F1 Team csapat versenyzője.                                                                     |
| Lando Norris         | Lando Norris       |                        | Brit pilóta, aki a McLaren csapat versenyzője.                                                                                 |
| Oscar Piastri        | Oscar Piastri      |                        | Ausztrál pilóta, aki a McLaren csapat versenyzője.                                                                             |
| Valtteri Bottas      | Valtteri Bottas    |                        | Finn pilóta, aki az Alfa Romeo F1 csapat versenyzője.                                                                          |
| Csou Kuan-jü         | Csou Kuan-jü       |                        | Kínai pilóta, aki a Alfa Romeo F1 csapat versenyzője.                                                                          |
| Fernando Alonso      | Fernando Alonso    | Horváth-Töreki Gergely | Kétszeres Formula–1-es világbajnok spanyol pilóta, aki az Aston Martin F1 csapat versenyzője.                                  |
| Lance Stroll         | Lance Stroll       |                        | Kanadai pilóta, aki az Aston Martin F1 csapat versenyzője.                                                                     |
| Kevin Magnussen      | Kevin Magnussen    |                        | Dán pilóta, aki a Haas F1 Team csapat versenyzője.                                                                             |
| Nico Hülkenberg      | Nico Hülkenberg    |                        | Német pilóta, aki a Haas F1 Team csapat versenyzője.                                                                           |
| Daniel Ricciardo     | Daniel Ricciardo   |                        | Ausztrál pilóta, aki a Scuderia AlphaTauri csapat versenyzője.                                                                 |
| Cunoda Júki          | Cunoda Júki        |                        | Japán pilóta, aki a Scuderia AlphaTauri csapat versenyzője.                                                                    |
| Nyck de Vries        | Nyck de Vries      |                        | Holland pilóta, aki a Scuderia AlphaTauri csapat versenyzője.                                                                  |
| Liam Lawson          | Liam Lawson        |                        | Új-zélandi pilóta, aki a Scuderia AlphaTauri csapat versenyzője.                                                               |
| Alexander Albon      | Alexander Albon    |                        | Thaiföldi pilóta, aki a Williams Racing csapat versenyzője.                                                                    |
| Logan Sargeant       | Logan Sargeant     |                        | Amerikai pilóta, aki a Williams Racing csapat versenyzője.                                                                     |
| Franco Colapinto     | Franco Colapinto   |                        | Argentin pilóta, aki a Williams Racing csapat versenyzője.                                                                     |
| Stefano Domenicali   | Stefano Domenicali |                        | A Formula One Group vezérigazgatója.                                                                                           |
| Zak Brown            | Zak Brown          | Gyurin Zsolt           | A McLaren vezérigazgatója. |
| Christian Horner     | Christian Horner   |                        | A Red Bull Racing csapatfőnöke és vezérigazgatója.                                                                             |
| Guenther Steiner     | Guenther Steiner   |                        | A Haas csapatfőnöke és vezérigazgatója.                                                                                        |
| Lawrence Stroll      | Lawrence Stroll    |                        | Az Aston Martin tulajdonosa és Lance Stroll apja.                                                                              |
| Frédéric Vasseur     | Frédéric Vasseur   | Ottó Ferenc            | A Scuderia Ferrari csapatfőnöke.                                                                                               |
| James Vowles         | James Vowles       |                        | A Williams csapatfőnöke. |
| Toto Wolff           | Toto Wolff         | Galbenisz Tomasz       | A Mercedes csapatfőnöke, vezérigazgatója és társtulajdonosa.                                                                   |
| Martin Brundle       | Martin Brundle     | Gundel Takács Gábor    | A Formula-1 kommentátorai. |
| David Croft          | David Croft        | Wéber Gábor            | A Formula-1 kommentátorai. |
| Leigh Diffey         | Leigh Diffey       | Szeleczky Ádám         | A Daytonai 24 órás autóverseny kommentátora                                                                                    |

### Magyar változat
- Magyar szöveg: Tóth Tamás
- Szakértő: Halmai Gergely
- Hangmérnök: Jacsó Bence
- Vágó: Kajdácsi Brigitta
- Gyártásvezető: Kincses Tamás
- Szinkronrendező: Nikodém Zsigmond
- Produkciós vezető: Hagen Péter

A szinkront a Mafilm Audio Kft. készítette el.

## A film készítése
2021. december 3-án licitverseny indult egy akkor még cím nélküli filmért, amelynek főszerepére Brad Pitt szerződött. A film producere Jerry Bruckheimer, rendezője Joseph Kosinski, forgatókönyvírója pedig Ehren Kruger lett, mindhárman korábban együtt dolgoztak a Top Gun: Maverick című filmen. Lewis Hamilton Formula–1-es pilóta producerként vett részt a projekben A filmre több stúdió is licitált, köztük: Paramount Pictures, Metro-Goldwyn-Mayer, Sony Pictures, Universal Pictures, Walt Disney Pictures, valamint streaming szolgáltatók: Netflix, Apple TV+ és Amazon Prime Video is. Brad Pitt 30 millió dollárt kapott a filmben való szerepléséért.
2022 novemberében Claudio Mirand bejelentette, hogy ő lesz a film operatőre. 2023 áprilisában, egy hosszadalmas válogatási folyamat után Damson Idris csatlakozott a szereplőgárdához, mely során a shortlistes színészek valóban vezették a versenyautót is. A következő hónapokban Kerry Condon és Tobias Menzies is csatlakoztak a szereplőkhöz. Később Sarah Niles és Simone Ashley is bekerültek a stábba, azonban 2025 júniusában Kosinski bejelentette, hogy Simone Ashley szerepét végül kivágták a filmből.

### Forgatás
A forgatás előtt Brad Pitt és Damson Idris Formula–3-as és Formula–2-es autókat teszteltek a franciaországi Circuit Paul Ricard versenypályán. A forgatás 2023 júliusában kezdődött az Egyesült Királyságban található Silverstone Circuiton, beleértve a 2023-as brit nagydíj hétvégéjét is.  Pitt egy átalakított Formula–2-es autót vezetett, amelyből az eredeti motort eltávolították, és elektromos meghajtásra cserélték, emellett Forma–1-es aerodinamikai csomagot is felszereltek rá. Ezzel a versenyhétvégén vezette az autót, bár nem hivatalos F1-es edzéseken. Az autó a Mercedes AMG F1 csapat és a Carlin Motorsport közreműködésével készült. Az Apple egy speciális fedélzeti kamerát tervezett, amely iPhone-alapú volt, és az A-sorozatú chipkészlet hajtotta. A Sony CineAlta egy kisebb verzióját készítette el a Venice Extension System kamerarendszerének, így akár 4 kamera is rögzíthető volt az autókra anélkül, hogy befolyásolta volna azok tömegét. A Panavision emellett egy különleges távirányítós kamerafejet fejlesztett, amely lehetővé tette a kamerák panoráma-mozgatását az autókon.